# Merkaptopuryna
Merkaptopuryna – lek przeciwnowotworowy i immunosupresyjny stosowany w leczeniu niektórych białaczek i chorób autoimmunologicznych.

## Mechanizm działania
6-merkaptopuryna jest tioanalogiem zasad purynowych adeniny i hipoksantyny i spełnia rolę antymetabolitu. Włączając się w szlak biosyntezy nukleotydów purynowych, powoduje zahamowanie replikacji DNA.
Merkaptopuryna konkuruje z hipoksantyną i guaniną o fosforybozylotransferazę hipoksantynowo-guanylową i ulega przemianie do monofosforanu tioinozyny (TIMP), który blokuje reakcje związane z kwasem inozynowym (IMP). S-metylotransferaza przekształca TIMP do monofosforanu metylotioinozyny (MTIMP). TIMP i MTIMP hamują amidotransferazę glutamino-5-fosforybozylopirofosforanową, która jest pierwszym enzymem szlaku syntezy nukleotydów purynowych.

## Wskazania
- leczenie ostrych białaczek; wybrane przypadki – leczenie paliatywne i u starszych osób
- leczenie podtrzymujące remisję ostrej białaczki limfoblastycznej
- leczenie niektórych innych chorób
  - choroby autoimmunologiczne
    - łuszczycowe zapalenie stawów

  - choroba Crohna i wrzodziejące zapalenie jelita grubego

## Przeciwwskazania
- uczulenie na lek
- uszkodzenie wątroby
- ciąża i okres karmienia piersią

## Działania niepożądane
Zahamowanie czynności krwiotwórczej szpiku (szczególnie leukopenia – obniżenie poziomu leukocytów we krwi, rzadziej małopłytkowość i niedokrwistość), mogąca jednak utrzymywać się dość długo po odstawieniu leku (nawet do 3 tyg.). Mogą pojawić się nudności, wymioty, anoreksja – szczególnie u dorosłych i gdy lek przyjmowany jest rano. Rzadko występuje zapalenie błon śluzowych przewodu pokarmowego i biegunki; jako wyraz zaburzeń czynności wątroby może pojawić się żółtaczka, szybko ustępująca po przerwaniu leczenia. Skórne objawy uczuleniowe. Toksyczne działanie na nerki przy dużych dawkach.

## Interakcje
- leki przeciwzakrzpowe – nasilenie działania
- inne leki mielosupresyjne – nasilenie działania
- trimetoprim/sulfametoksazol – nasilenie działania mielosupresyjnego
- allopurynol – nasilenie działania toksycznego
- olsalazyna, mesalazyna i sulfasalazyna – nasilenie działania mielosupresyjnego

## Dawkowanie
Indywidualne i ustalane przez lekarza specjalistę.
U chorych z genetycznie uwarunkowanym niedoborem metylotransferazy tiopurynowej (TPMT) w trakcie leczenia może wystąpić mielosupresja lub działanie toksyczne leku (związane ze znacznym spowolnieniem metabolizacji merkaptopuryny u tych chorych). Ich leczenie merkaptopuryną jest możliwe, ale przy znacznie zredukowanej dawce leku.